# Volodymyr Rybin
Pour les articles homonymes, voir Rybine.
Volodymyr Rybin, né le 14 septembre 1980 à Louhansk, est un coureur cycliste ukrainien. Spécialiste de la piste, il a notamment été champion du monde de la course aux points en 2005 à Los Angeles.

## Palmarès sur piste

### Championnats du monde
- Los Angeles 2005
  -  Champion du monde de la course aux points
- Bordeaux 2006
  -  Médaillé d'argent de l'américaine

### Coupe du monde
- 2003 :
  - 2e de la course aux points à Sydney
- 2004 :
  - 1er de l'américaine à Aguascalientes (avec Vasyl Yakovlev)
  - 2e du scratch à Moscou
  - 2e de l'américaine à Manchester
- 2004-2005 :
  - 1er de la course aux points à Sydney
  - 1er de l'américaine à Sydney (avec Dmytro Grabovskyy)
  - 2e du scratch à Manchester
- 2007-2008 :
  - 3e de l'américaine à Pékin

## Palmarès sur route
- 2009
  - 3e du Grand Prix de Donetsk